# Гинка Загорчева
Гинка Серафимова Загорчева-Бойчева е бивша състезателка на 100 м с препятствия, една от най-добрите в историята на българската лека атлетика. Най-известна е със златния си медал от световното първенство от 1987 г.

## Биография
Родена е на 12 април 1958 г. в град Пловдив. Израства и завършва основното си образование в град Раковски. През 1976 г. завършва Средно спортно училище „Васил Левски“ в град Пловдив и става състезател на столичния „Левски-Спартак”.
През 1987 г. тя печели златен медал от световното първенство в Рим , а в Драма на 8 август поставя и световен рекорд на 100 метра с препятствия от 12,25 сек. Рекордът се задържа до август 1988 г., когато е надминат от Йорданка Донкова в Стара Загора с 4 стотни. Рекордът на шампионатите на Загорчева от Рим - 12,34 сек, е подобрен след 24 години от австралийката Сали Пиърсън на първенството в Дегу, Южна Корея.
Загорчева има бронз от световното на открито в Хелзинки през 1983 г. и от това на закрито на същото място 4 години по-късно. Тя е петкратна републиканска шампионка в дисциплината и със сребро и бронз от континентални първенства в зала.
Загорчева завършва ВИФ, треньорски профил. Тя е омъжена за бившия състезател на висок скок Ивайло Бойчев. Имат една дъщеря Ани родена през 1981 г.
Гинка Загорчева е почетен гражданин на град Раковски от 30 май 2012 г.